# William Henry Haywood

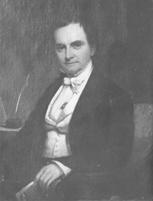
William Henry Haywood

William Henry Haywood Jr. (* 23. Oktober 1801 in Raleigh, North Carolina; † 7. Oktober 1852 ebenda) war ein US-amerikanischer Politiker der Demokratischen Partei, der den Bundesstaat North Carolina im US-Senat vertrat.
William Haywood entstammte einer prominenten Familie North Carolinas. Er besuchte die Raleigh Male Academy, eine Privatschule, und machte im Jahr 1819 seinen Abschluss an der University of North Carolina in Chapel Hill. 1821 wurde er als erster Clerk bei der Christ Church angestellt und dort mit der Aufsicht über die Sakristei betraut. Außerdem studierte er die Rechtswissenschaften, wurde 1822 in die Anwaltskammer aufgenommen und begann in Raleigh zu praktizieren.
Sein erstes politisches Mandat hatte Haywood im Jahr 1831 als Abgeordneter im Repräsentantenhaus von North Carolina inne. Dieser Parlamentskammer gehörte er zwischen 1834 und 1836 erneut an, wobei er im letzten Jahr als deren Speaker fungierte. US-Präsident Martin Van Buren wollte ihn zum Chargé d’Affaires in Belgien ernennen, doch er verzichtete auf diesen Posten. 1842 wurde er durch die North Carolina General Assembly zum US-Senator gewählt. Er nahm sein Mandat in Washington, D.C. ab dem 4. März 1843 wahr und verblieb bis zum 25. Juli 1846 im Kongress. An diesem Tag trat er zurück, nachdem er sich geweigert hatte, bei einer Senatsabstimmung zu einer Zollfrage die Position seines Staatsparlaments zu vertreten. Zu diesem Zeitpunkt war er Vorsitzender des Handelsausschusses gewesen. An seiner Stelle wählte die General Assembly den Whig George Edmund Badger zum Senator.
Haywood ging danach wieder seiner juristischen Tätigkeit in Raleigh nach, wo er am 7. Oktober 1852 starb. Er wurde auf dem dortigen Old City Cemetery beigesetzt.